# Jacek Cyzio
Jacek Cyzio (ur. 6 września 1968 w Chrzanowie) – polski piłkarz i trener piłkarski.

## Kariera piłkarska
Karierę sportową rozpoczynał w Górniku Libiąż. Następnie w sezonie 1982/83 zadebiutował w drużynie ówczesnego beniaminka I ligi – Cracovii. Trzecioligową ekipę krakowskich „Pasów” opuścił z końcem 1985 roku. Przeszedł wówczas do Pogoni Szczecin, z którą w sezonie 1986/87 zdobył wicemistrzostwo kraju.
W Szczecinie ukończył Technikum Mechaniczne noszące wówczas imię „Synów Pułków Ludowego Wojska Polskiego”, które do tej pory poszczycić się mogło absolwentami takimi, jak Zenon Kasztelan czy Mariusz Kuras. W barwach „Portowców” występował do końca sezonu 1988/1989, tj. do degradacji drużyny do II ligi, po czym przeszedł na dwa sezony do stołecznej Legii, zdobywając z nią w 1990 roku Puchar Polski. W rundzie jesiennej sezonu 1991/1992 początkowo był znów zawodnikiem „granatowo-bordowych”, by przenieść się na dwa sezony do tureckiego Trabzonspor Kulübü. Z Trabzonu na kolejne dwa sezony przeszedł do Karşıyaka SK, a w sezonie 1995/96 reprezentował po raz trzeci klub z Twardowskiego. W barwach szczecińskiej Pogoni Cyzio rozegrał łącznie 103 mecze, zdobywając 17 bramek. Występował także w Zagłębiu Lubin, Wawelu Kraków i Olimpii Warszawa. Karierę zawodniczą zakończył w 2002 r. w Okęciu Warszawa.

## Kariera trenerska
Od stycznia 2004 do maja 2005 roku trenował drużynę Okęcia, a od 10 maja 2005 do 3 września 2007 był szkoleniowcem Pelikana Łowicz. Od października 2007 roku prowadził zespół Milanu Milanówek (V liga). W dniu 30 kwietnia 2008 roku klub za braki wyników podziękował trenerowi za współpracę. Od maja do 27 września 2008 był trenerem KS Ostrovia Ostrów Mazowiecka.
25 sierpnia 2011 objął posadę trenera Startu Otwock, który prowadził przez niespełna pół roku. W przerwie zimowej sezonu 2011/2012 został zwolniony z powodu słabych wyników drużyny (zespół znalazł się w strefie spadkowej III ligi).
Od 16 grudnia 2011 roku był trenerem czwartoligowego Klubu Sportowego Łomianki, z którym rozstał się w maju następnego roku.
Od stycznia do maja 2013 był trenerem Bzury Chodaków. Od 30 sierpnia 2014 ponownie prowadzi Okęcie Warszawa.

## Sukcesy

### Drużynowe
Legia Warszawa
- Puchar Polski (1): 1990

Trabzonspor
- Puchar Turcji (1): 1992